# Pécsely
Pécsely [péčej] je obec v Maďarsku v župě Veszprém, spadající pod okres Balatonfüred. Nachází se asi 19 km jihozápadně od Veszprému. V roce 2015 zde žilo 538 obyvatel. Dle údajů z roku 2011 tvoří 95,5 % obyvatelstva Maďaři, 2 % Němci, 0,6 % Rumuni, 0,2 % Romové, 0,2 % Bulhaři, 0,2 % Slováci a 0,2 % Arméni, přičemž 4,1 % obyvatel se ke své národnosti nevyjádřilo.
Pécsely vzniklo v roce 1942 sloučením dvou obcí Nagypécsely a Nemespécsely. Kromě toho obec zahrnuje i osadu Klárapuszta.

## Sousední obce
| Růžice kompasu | Vöröstó           | Barnag   | Tótvázsony    | Růžice kompasu |
| Růžice kompasu | Mencshely Vászoly | Sever    | Balatonszőlős | Růžice kompasu |
| Růžice kompasu | Mencshely Vászoly | Pécsely  | Balatonszőlős | Růžice kompasu |
| Růžice kompasu | Mencshely Vászoly | Jih      | Balatonszőlős | Růžice kompasu |
| Růžice kompasu | Balatonudvari     | Örvényes | Aszófő        | Růžice kompasu |